# Cnephasia heinemanni
Cnephasia heinemanni es una especie de polilla perteneciente al género Cnephasia, categorizada en la tribu Cnephasiini, de la subfamilia Tortricinae.

## Distribución
Se distribuye por Europa.

## Taxonomía
Fue descrita por Obraztsov en 1957 y publicada por primera vez en (Cnephasia), Tijdschr. Ent. 99: 110.